# پارک سو جون
پارک سو جون (کره‌ای: 박서준؛ زادهٔ پارک یونگ کیو در ۱۶ دسامبر ۱۹۸۸) بازیگر اهل کره جنوبی است. او بیشتر به خاطر ایفای نقش در مجموعه‌های تلویزیونی منو بکش، خلاصم کن (۲۰۱۵)، او زیبا بود (۲۰۱۵)، هوارانگ: جوانان جنگجوی شاعر (۲۰۱۶–۲۰۱۷)، مبارزه برای راهم (۲۰۱۷)، منشی کیم چشه؟ (۲۰۱۸) و کلاس ایته‌‌وون (۲۰۲۰) شناخته می‌شود.

## اوایل زندگی
پارک سو جون زادهٔ پارک یونگ کیو (کره‌ای: 박용규) در ۱۶ دسامبر ۱۹۸۸ در سئول، کره جنوبی است. او خدمت سربازی خود را در سال ۲۰۰۸، در سن ۲۰ سالگی آغاز کرد و در سال ۲۰۱۰ از خدمت مرخص شد.

## حرفه
پارک سو جون بازیگری را در سال ۲۰۱۱ و با بازی در موزیک ویدیوی «من به یاد دارم» آغاز کرد. از جمله کارهای او می‌توان سریال‌های منو بکش، خلاصم کن (۲۰۱۵)، او زیبا بود (۲۰۱۵)، هوارانگ: جوانان جنگجوی شاعر (۲۰۱۷–۲۰۱۶)، مبارزه برای راهم (۲۰۱۷)، منشی کیم چشه؟ (۲۰۱۸) و کلاس ایته‌‌وون (۲۰۲۰) و فیلم‌های تاریخچه‌هایی از شیطان (۲۰۱۵)، دونده‌های نیمه‌شب (۲۰۱۷) و خشم الهی (۲۰۱۹) را نام برد. همچنین از اکتبر ۲۰۱۳ تا آوریل ۲۰۱۵ مجری موزیک بانک بود.
در سال ۲۰۲۰، با شیوع ویروس کرونا، پارک سو جون برای کمک به تهیه تجهیزات پزشکی مبلغ ۱۰۰ میلیون وون اهدا کرد.

## فیلم‌شناسی

### فیلم
| سال  | عنوان           | نقش            | توضیحات      | منابع  |
| ---- | --------------- | -------------- | ------------ | ------ |
| ۲۰۱۱ | بازی کامل       | چیل گو         |              | [ ۴ ]  |
| ۲۰۱۵ | سرگذشت شیطان    | چا دونگ جه     |              | [ ۵ ]  |
| ۲۰۱۵ | زیبایی درون     | وو جین         | حضور افتخاری | [ ۶ ]  |
| ۲۰۱۷ | دونده‌های نیمه‌شب | پارک کی جون    |              | [ ۷ ]  |
| ۲۰۱۸ | با تو بودن      | بزرگسالی جی هو | حضور افتخاری | [ ۸ ]  |
| ۲۰۱۹ | خشم الهی        | یونگ هو        |              | [ ۹ ]  |
| ۲۰۱۹ | انگل            | مین هیوک       | حضور افتخاری | [ ۱۰ ] |
| ۲۰۲۳ | مارول‌ها         | ن/م            | پس‌تولید      | [ ۱۱ ] |
| ن/م  | کانکریت یوتوپیا | مین سونگ       |              | [ ۱۲ ] |
| ن/م  | رؤیا            | یون هونگ ده    |              | [ ۱۳ ] |

### مجموعه تلویزیونی
| سال       | عنوان                       | نقش                   | توضیحات                  | منابع  |
| --------- | --------------------------- | --------------------- | ------------------------ | ------ |
| ۲۰۱۲      | رؤیای بلند ۲                | شی وو                 |                          | [ ۱۴ ] |
| ۲۰۱۲      | خانواده                     | چا سو جون             |                          | [ ۱۵ ] |
| ۲۰۱۳      | قابلمه‌های طلا               | پارک هیون ته          |                          | [ ۱۶ ] |
| ۲۰۱۳      | دراما فستیوال – جادوگر خواب | کیم هیم چان           |                          | [ ۱۷ ] |
| ۲۰۱۳      | یک جهان گرم                 | سونگ مین سو           |                          | [ ۱۸ ] |
| ۲۰۱۴      | عشق جادوگر                  | یون دونگ‌ها            |                          | [ ۱۹ ] |
| ۲۰۱۴      | ماما                        | هان گو رو بزرگتر      | حضور افتخاری (قسمت ۲۴)   | [ ۲۰ ] |
| ۲۰۱۵      | منو بکش، خلاصم کن           | اوه ری اون            |                          | [ ۲۱ ] |
| ۲۰۱۵      | او زیبا بود                 | جی سونگ جون           |                          | [ ۲۲ ] |
| ۲۰۱۶–۲۰۱۷ | هوارانگ: جوانان جنگجوی شاعر | مو میونگ / کیم سون وو |                          | [ ۲۳ ] |
| ۲۰۱۷      | مبارزه برای راهم            | کیم دونگ مان          |                          | [ ۲۴ ] |
| ۲۰۱۸      | منشی کیم چشه؟               | لی یونگ جون           |                          | [ ۲۵ ] |
| ۲۰۲۰      | کلاس ایته‌‌وون                | پارک سه‌رویی           |                          | [ ۲۶ ] |
| ۲۰۲۰      | ثبت جوانی                   | سونگ مین سو           | حضور افتخاری (قسمت ۹–۱۰) | [ ۲۷ ] |

### مجموعه اینترنتی
| سال  | عنوان           | نقش          | توضیحات | منابع         |
| ---- | --------------- | ------------ | ------- | ------------- |
| ۲۰۲۳ | موجود گیونگ‌سونگ | جانگ ته سانگ | فصل ۱–۲ | [ ۲۸ ] [ ۲۹ ] |